# Planta de indigo
Planta de indigo este o plantă tropicală din familia Fabaceae, al cărei loc de origine este India, Africa, China. Fructele sub formă de boabe se găsesc în păstăi.

## Utilizare
Planta Indigofera servește la extragerea pigmentului de culoare albastru închis spre violet-indigo. Pigmentul se extrage din florile recoltate ale plantei. Acestea sunt puse în apă cu glucoză și lăsate să fermenteze, la acest amestec adăugându-se pentru alcalinizare hidroxid de calciu sau amoniac. Printr-o ventilare cu aer bogat în oxigen se separă indigoul sub formă de pulbere insolubilă. Florile uscate și măcinate de indigo se mai folosesc la colorarea părului.

## Istoric
Cultivarea plantei în vechime (2500 î. Hr.) s-a făcut în locul de origine în Asia de Est și Egipt. Indigoul ajunge prin secolul XV în Europa, el s-a găsit pe o listă de transport naval venețian din anul 1420, fiind folosit la colorarea materialelor textile.
În anul 1878 chimistul german Adolf von Baeyer reușește să producă indigo pe cale sintetică, care va lua locul indigoului natural pe piața comercială.